# 댁스 셰퍼드
댁스 랜들 셰퍼드(Dax Randall Shepard, 1975년 1월 2일 ~ )는 미국의 배우, 희극인, 영화 감독, 영화 각본가이다.

## 작품 목록

### 영화 연출
- 브라더스 저스티스 (2010) - 각본, 스턴트 안무, 출연 겸임
- 히트 앤 런 (2012) - 각본, 편집, 출연 겸임
- 기동순찰대 (2017) - 각본, 제작, 출연 겸임

### 영화 출연
- 위드아웃 어 패들 (2004)
- 자투라: 스페이스 어드벤쳐 (2005)
- 이 달의 점원 (2006)
- 이디오크러시 (2006)
- 렛츠 고 투 프리슨 (2006)
- 베이비 마마 (2008)
- 브라더스 저스티스 (2010)
- 히트 앤 런 (2012)
- 기동순찰대 (2017)
- 퍼피 구조대 더 무비 (2021) - 루벤 역 (애니메이션)

### 텔레비전 출연
- 펑크드 (2003-12) - 본인
- 페어런트 후드 (2010-15)